# Leptognathiella spinicauda
Leptognathiella spinicauda är en kräftdjursart som beskrevs av Bird och David Malcolm Holdich 1984. Leptognathiella spinicauda ingår i släktet Leptognathiella och familjen Colletteidae. Inga underarter finns listade i Catalogue of Life.